# Institut nigérien d'études stratégiques et internationales
 (septembre 2019).
 (novembre 2019).
L’Institut nigérien d'études stratégiques et internationales (Inesi) est un groupe de réflexion ou laboratoire d'idées (think tank) nigérien sur les questions stratégiques, géopolitiques et internationales. 
Il a pour rôle : 
- d'élaborer du savoir sur le Niger à partir des ressources internes propres à ce pays ;
- de favoriser la mise en œuvre de concepts originaux.

## Historique
C'est à la suite d'une rencontre à Paris en 2012 que les membres fondateurs décident de mettre en place un groupe de réflexion sur le Niger. Le site internet ne verra le jour qu'en 2018 à Niamey. L'Institut est indépendant des pouvoirs publics, des entrepreneurs, des associations, des syndicats et fonctionne sur les ressources propres de ses membres. Parmi ses membres actif, le collectif compte des chercheurs nigériens travaillant dans des universités nigériennes et étrangères ou organisations intergouvernementales  comme la Docteure en sciences politiques Ramatou Adamou Gado (Université de Niamey et de Montréal, Organisation Internationale pour les Migrations) ou le Docteur Adam Abdou Hassan (Enseignant chercheur à l'Université de Rouen).

## Mission
L'INESI a pour finalité de faciliter et d'instruire sur les thématiques relatives au Niger et son environnement immédiat. Il s'organise autour de plusieurs pôles comme : la recherche, la publication du savoir, la formation et les manifestations. L'INESI se penche sur : la politique étrangère nigérienne, l'énergie, la sécurité et le radicalisme religieux, le terrorisme, les migrations, l'architecture traditionnelle, l'éducation, la littérature, la médecine, l'entrepreneuriat, l'économie, la défaillance étatique, les questions sociétales, , etc.